# Макарець Микола Володимирович
Макарець Микола Володимирович (19 лютого 1955, с. Чернещина Диканьского району Полтавської області) — доктор фізико-математичних наук, професор, декан фізичного факультету Київського національного університету імені Тараса Шевченка

## Біографія
Закінчив середню школу № 24 м. Полтави (1972).
Працював на заводі, служив у Радянській Армії.
У 1975 році поступив на фізичний факультет Київського державного університету ім. Т. Г. Шевченка, який закінчив з відзнакою за спеціальністю загальна фізика і кваліфікацією фізик-теоретик.
У 1981 році вступив до аспірантури на кафедрі теоретичної фізики цього ж університету, в 1983 році захистив кандидатську дисертацію.
З 1984 по 2003 працював на кафедрі теоретичної фізики асистентом і доцентом.
3 2003 по 2006 року навчався у докторантурі Київського національного університету імені Тараса Шевченка.
У вересні 2007 року захистив докторську дисертацію на тему: «Взаємодія іонів середньої енергії з твердим тілом і наноструктурами».
2007-2025  - Декан фізичного факультету Київського національного університету імені Тараса Шевченка.
Одружений, має двох дітей.

## Коло наукових інтересів
- Взаємодія швидких іонів та електронів з твердим тілом та нанострутурами.
- Просторові розподіли імплантованих іонів та їх втрат енергії.
- Електромагнітне випромінювання при розтріскуванні п'єзоелектриків та п'єзомагнетиків.

## Вибрані наукові публікації[1]
- Ilyina V.V., Makarets M.V. Distribution of energy losses by fast ions along their propagation paths in solids. Ukr. J. Phys. 2010, v.55, N2, p. 235-242
- Lyubonko A., Makarets N., et al. Simulation of SCNT Modification by Ion Bombardment. Fullerenes, Nanotubes and Carbon Nanostructures. 2008, v.16, № 5, p. 379-383.
- Koshevaya S., Grimalsky V., Makarets N., et al. Electromagnetic emission from magnetite plate cracking under seismic processes. — Adv. Geosci. 2008, v.14, p. 25-28.
- Забулонов Ю. Л., Лисиченко Г. В., Макарець М. В. Детектор b-частинок на основі фулериту С60 . Доповіді НАН України. 2007, № 1, с. 83-86.
- Makarets N.V., et al. Computer Simulation of Fullerite Modification by a Swarm of Secondary Electrons Generated by Bombarding Electrons in keV Energy Range. Fullerenes, Nanotub. Carbon Nanostruct.-2006.-Vol.14,№ 2-3, p. 513–518.
- Makarets N.V., et al. Influence of higher semi-invariants on the fitting parameters of implanted ions distribution. Vacuum, 2005, v.78, p. 381-384.
- Єжов С. М., Макарець М. В., Романенко О. В. Класична механіка. К.: ВПЦ «Київський Університет». 2008, 480 с.
- Макарець М. В., Решетняк В. Ю., Романенко О. В. Задачі з класичної електродинаміки. К.: ВПЦ «Київський університет». 2003, 150 с.
- M.V. Makarets, V.Yu Reshetnyak. Ordinary differential equation and calculus of variations. Book of problem. Singapoore: World Scientific Publishersю 1995. — 384 p.